# Eileen Lemass
Eileen Lemass, nata Delaney (Cork, 7 luglio 1932), è una politica irlandese, membro del Fianna Fáil.

## Biografia

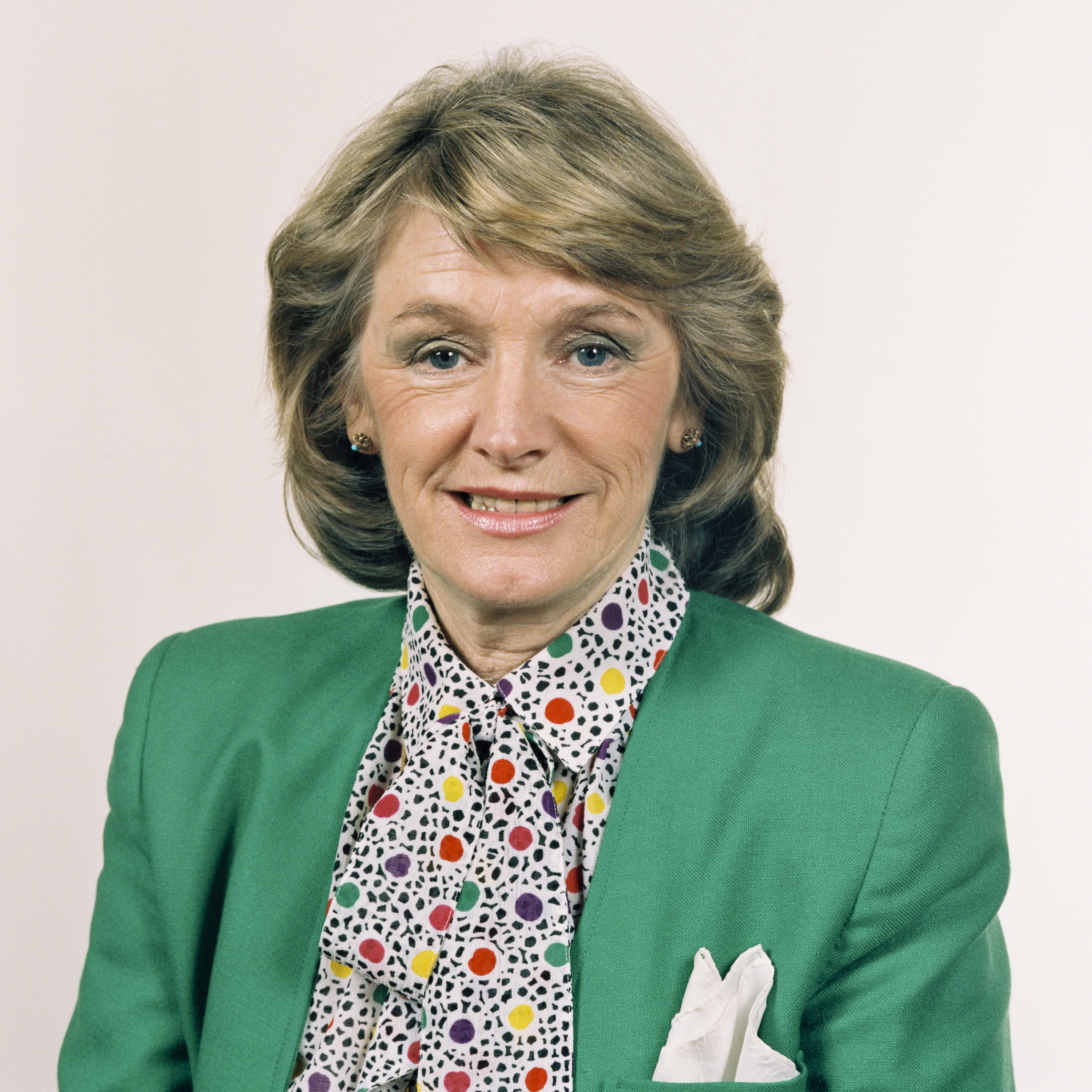
Eileen Lemass al Parlamento europeo

Nata a Cork, frequentò il National College of Art and Design e la scuola di recitazione dell'Abbey Theatre.
Entrò in politica negli anni settanta con il Fianna Fáil e nel 1974 fu eletta all'interno del consiglio comunale di Dublino. Sposata con il politico Noel Lemass, figlio di Sean Lemass, si candidò per il seggio del marito al Dáil Éireann quando nel 1976 questi morì all'età di quarantasette anni; non risultò eletta in quella circostanza, tuttavia fu eletta deputata l'anno seguente in un'altra circoscrizione.
Nuovamente riconfermata nelle elezioni generali del 1981, perse il seggio nel febbraio del 1982. A novembre dello stesso anno, quando furono indette le nuove elezioni, Eileen Lemass riuscì a riprendersi il seggio.
Nel 1982 si oppose alle pressioni della CEE per legalizzare l'aborto in Irlanda, Belgio e Grecia. Eileen Lemass dichiarò "È una fortuna che l'Irlanda abbia adottato l'emendamento costituzionale per proteggere la vita dei non nati. Queste mosse confermano le affermazioni delle persone pro-emendamento secondo cui le pressioni per consentire l'aborto in Irlanda provengono dal Parlamento europeo"; nel 1983 propose di vietare costituzionalmente l'aborto per impedire ingerenze da parte dell'Europa.
Candidatasi alle elezioni europee del 1984, fu eletta europarlamentare in rappresentanza della circoscrizione di Dublino. Dal 1987 fino alla fine della legislatura fu presidente della Commissione per la gioventù, la cultura, l'educazione, l'informazione e lo sport.
Non fu candidata per le elezioni generali del 1987, si presentò invece alle elezioni europee del 1989, senza riuscire ad essere rieletta. Dopo la sconfitta, lasciò la politica ritirandosi a vita privata.